# 許丑埤寮伽藍廟

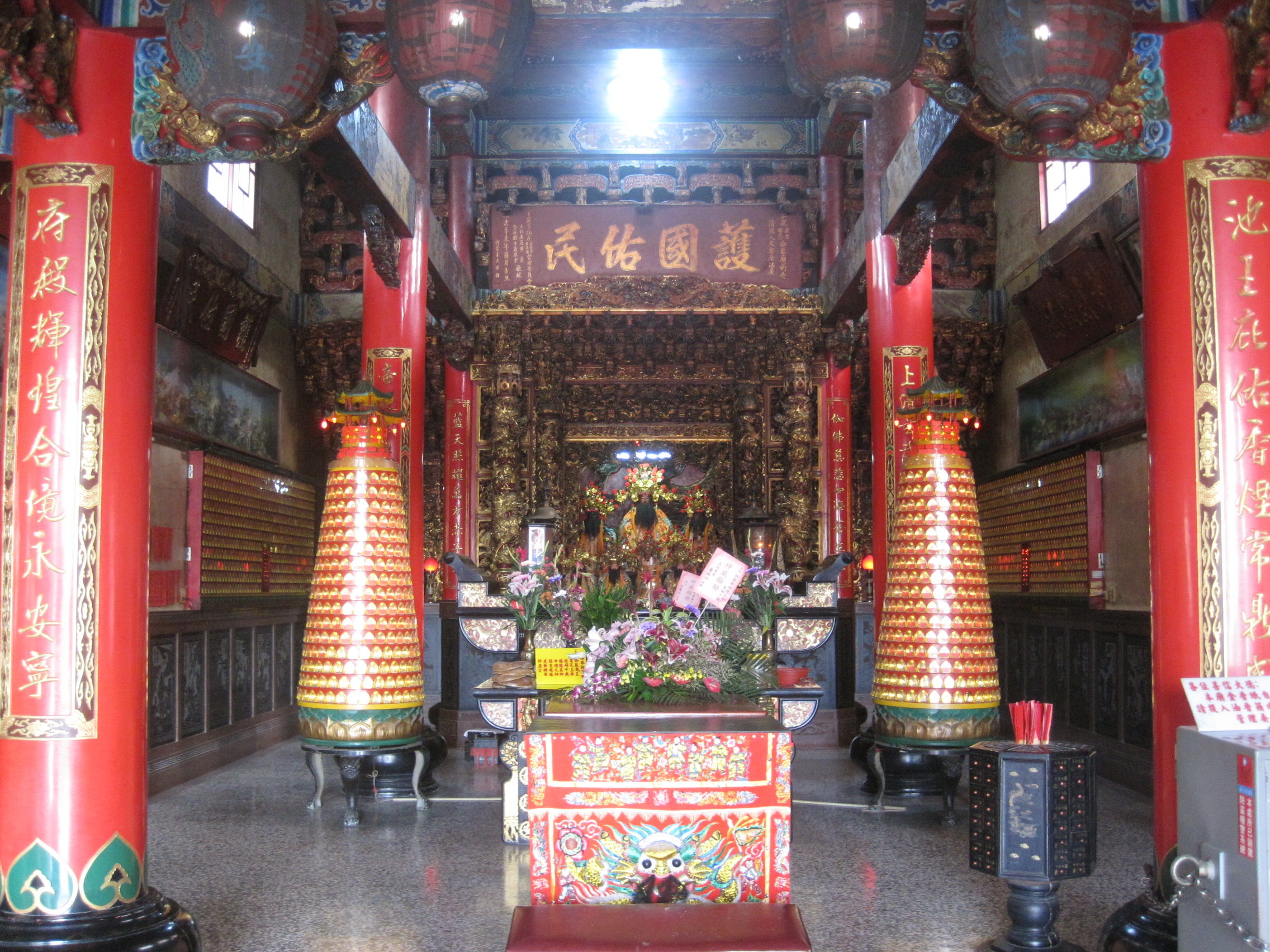
許丑埤寮伽藍廟正殿

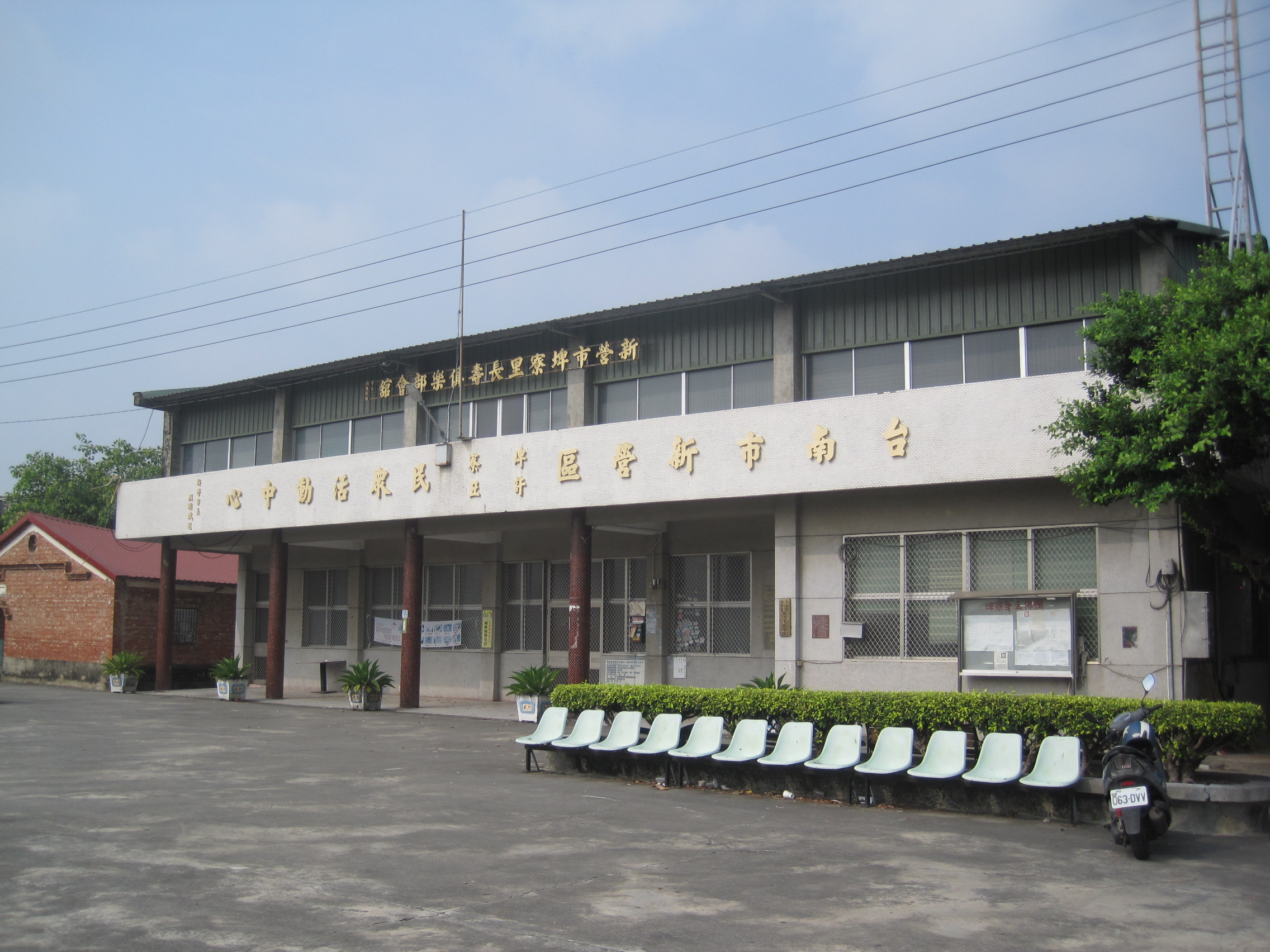
廟前的民眾活動中心，一旁的紅磚建築為舊公厝。

許丑埤寮伽藍廟位在臺灣臺南市新營區，是「許丑」、「埤寮」兩個聚落的庄廟。該廟原稱奠安宮（或做奠安堂），神明原為私人奉祀，後來才建廟供大眾參拜。除供奉伽藍尊王、玄天上帝、池府千歲外，還有供奉當初捐獻廟地的「許丑公」。

## 沿革
該廟位在許丑、埤寮之間，許丑在南85線西邊，埤寮在東邊。許丑據說發展比埤寮早，在清朝時為下茄苳泰安宮鹽水護庇宮三十六庄之一。廟中伽藍尊王（伽藍爺）為埤寮陳家私祀，玄天上帝為埤寮沈家私祀（分靈自蘆竹坑，二次大戰後才「落公」），池府千歲為許丑居民所私祀。據說因許丑、埤寮二庄逐漸聚合，兩邊的居民有了共建廟宇的想法，仕紳許丑決定捐出自己的地來蓋廟。由於他平時樂善好施又捐了廟地，聚落便命名為許丑，居民並在他去世後為其塑像祭祀。道光二年（1822年）建廟，當時位置在廟前路中央，名稱一說是「奠安宮」，一說是「奠安堂」。
日治時期大正元年（1912年）有陳樹王、林三元、趙圓聘等人發起募款脩廟。後來因為興築馬路，舊廟被拆除，神像分祀於民宅。一說則是因皇民化運動導致拆廟，且廟地被佔、神像被焚。
二次大戰後，當時的埤寮里里長趙材木於民國42年（1953年）倡議重建，在現今廟址上蓋起了「公厝」型的廟宇。民國75年（1986年）廟名改為伽藍廟，同年有改建之議。民國78年到80年（1989年─1991年）蓋起大廟，而公厝建物則遷到廟南，改做倉庫。

## 許丑公

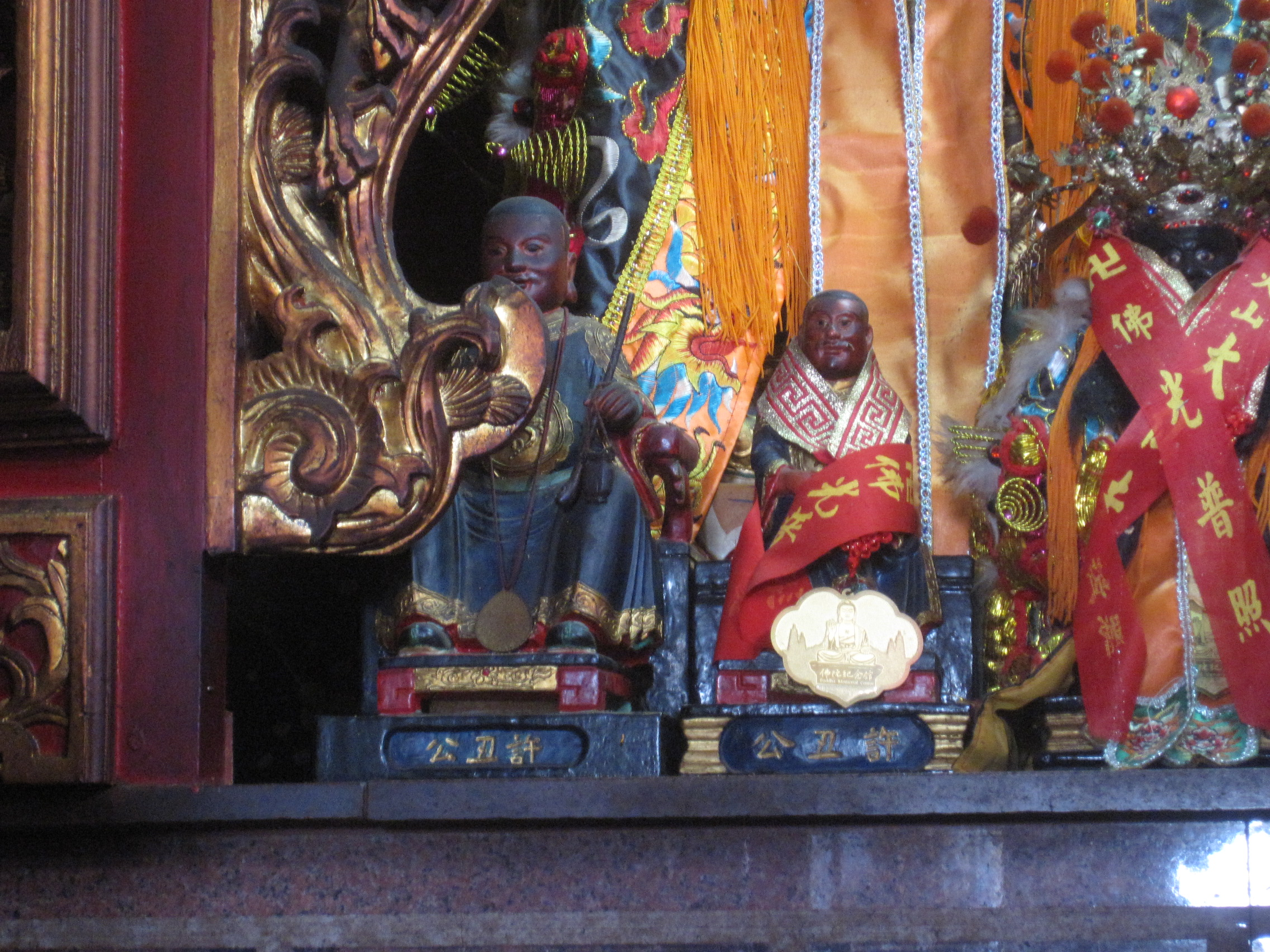
許丑公神像

許丑據說是清嘉慶年間被聘來看管「大埤」（埤寮埤，現為天鵝湖公園）的外地人，之後在大埤西邊定居開墾，該地即現在的「許丑」。除了許丑這個地名以外，並沒有親戚後人（據說他終身未娶）和其他遺跡留下。
許丑成神的時間，伽藍廟沿革誌與《新營市誌》皆載為道光二年（1822年）。黃文博認為此時許丑可能尚在人世，或許是在清末、日治的時候才成神。
許丑公神像分大小兩尊，小尊者是原本所雕塑的神像，據說在興建大廟時被某名家住「竹圍後」的國中生從臨時神壇偷走，廟方遂雕刻另一尊神像。一年後該名國中生到「鐵線橋」再次犯案被抓到，警方在他家二樓發現100多尊神像，因許丑公造型特殊，而被廟方認出領回。
另外許丑公沒有特定千秋日，但廟方會在過年、清明、中元節時準備菜飯祭祀。

## 外部連結
- 許丑埤寮伽藍廟的Facebook專頁